# Comuna Șura Mică, Sibiu
Șura Mică (în maghiară: Kiscsũr, în germană: Kleinscheuern) este o comună în județul Sibiu, Transilvania, România, formată din satele Rusciori și Șura Mică (reședința).

## Demografie
Componența etnică a comunei Șura Mică
     Români (74,13%)
     Romi (12,78%)
     Alte etnii (1,57%)
     Necunoscută (11,52%)
Componența confesională a comunei Șura Mică
     Ortodocși (83,54%)
     Alte religii (4,11%)
     Necunoscută (12,35%)
Conform recensământului efectuat în 2021, populația comunei Șura Mică se ridică la 3.239 de locuitori, în creștere față de recensământul anterior din 2011, când fuseseră înregistrați 2.606 locuitori. Majoritatea locuitorilor sunt români (74,13%), cu o minoritate de romi (12,78%), iar pentru 11,52% nu se cunoaște apartenența etnică. Din punct de vedere confesional, majoritatea locuitorilor sunt ortodocși (83,54%), iar pentru 12,35% nu se cunoaște apartenența confesională.

## Politică și administrație
Comuna Șura Mică este administrată de un primar și un consiliu local compus din 13 consilieri. Primarul, Valentin Ristea[*], de la Partidul Național Liberal, este în funcție din 2016. Începând cu alegerile locale din 2024, consiliul local are următoarea componență pe partide politice:
|  | Partid                          | Consilieri | Componența Consiliului | Componența Consiliului | Componența Consiliului | Componența Consiliului | Componența Consiliului | Componența Consiliului | Componența Consiliului |
|  | ------------------------------- | ---------- | ---------------------- | ---------------------- | ---------------------- | ---------------------- | ---------------------- | ---------------------- | ---------------------- |
|  | Partidul Național Liberal       | 7          |                        |                        |                        |                        |                        |                        |                        |
|  | Partidul Social Democrat        | 3          |                        |                        |                        |                        |                        |                        |                        |
|  | Alianța pentru Unirea Românilor | 3          |                        |                        |                        |                        |                        |                        |                        |

## Atracții turistice
- Biserica Evanghelică-Lutherană din satul Șura Mică, construcție secolul al XIII-lea
- Insulele stepice Șura Mică - Slimnic (sit de importanță comunitară)

## Primarii comunei
- 1996[7] - 2000 - Marcu Mircea-Dorel, de la USD
- 2000[8] - 2004 - Marcu Mircea Dorel, de la PD
- 2004[9] - 2008 - Marcu Mircea-Dorel, de la PSD
- 2008[10] - 2012 - Marcu Mircea Dorel, de la PDL
- 2012[11] - 2016 - Cornel Joarză, de la USL
- 2016[12] - 2020 - Ristea Valentin, de la PALD